# Liberty Hyde Bailey
Liberty Hyde Bailey (Ithaca, 15 de março de 1858 – Ithaca, 25 de dezembro de 1954) foi um horticultor e botânico norte-americano, co-fundador da "Sociedade Americana para  a Ciência da Horticultura".

## Biografia
Bailey nasceu e cresceu numa exploração agrícola de pomares. Em 1877, inciou sua educação e estudos na "Faculdade de Agricultura de Michigan" (atual Universidade Estadual de Michigan) onde foi diplomado em 1882. Em seguida, passou dois anos na Universidade de Harvard onde frequentou os cursos de Asa Gray. Voltou para a  Escola de agricultura de Michigan em 1884, onde ensinou horticultura e paisagismo. Em 1888, Bailey tornou-se professor de horticultura na Universidade de Cornell (Ithaca, New York), onde residiu até 1903, ano em que fundou a Sociedade Americana de horticultura.
Editou The Cyclopedia of American Agriculture (1907 – 1909), a of American Horticulture (1900 – 1902), Rural Science, Rural Textbook, Gardencraft  e  Young Folks Library.
Em 1904 tornou-se decano e diretor da Escola Estadual de Agricultura de Cornell, fundando em 1907 o departamento de investigação experimental em biologia vegetal.
Bailey foi um dos primeiros especialistas do gênero Carex, sobre o qual publicou numerosos artigos científicos. Publicou igualmente estudos taxinômicos sobre os Rubus, os Vitis e as Brassica.
Escreveu vários livros, incluindo trabalhos científicos, esforçando-se para explicar botânica aos leigos, e uma coleção de  poesias. Cornell imortalizou Bailey dedicando-lhe o nome do Bailey Hall em sua honra.
Desempenhou também um grande papel na promoção do estudo da natureza nas escolas americanas. A ele é creditado como sendo o precursor do serviço de extensão rural (4-H), do serviço postal de pacotes e cargas, e da eletrificação rural. É considerado como o pai da sociologia rural bem como o do jornalismo rural.

## Obras
- The Principles of Fruit-Growing (1897)
- The Nursery Book (1897)
- Plant-Breeding (1897)
- The Pruning Manual (1898)
- Sketch of the Evolution of our Native Fruits (1898)
- Principles of Agriculture (1898)
- The Principles of Vegetable Gardening (1901)
- The State and the Farmer (1908)
- The Nature Study Idea (1909)
- The Training of Farmers (1909)
- Manual of Gardening (1910)
- The Outlook to Nature (1911)
- The Country Life Movement (1911)
- The Practical Garden Book (1913)